# Takashi Sugawa

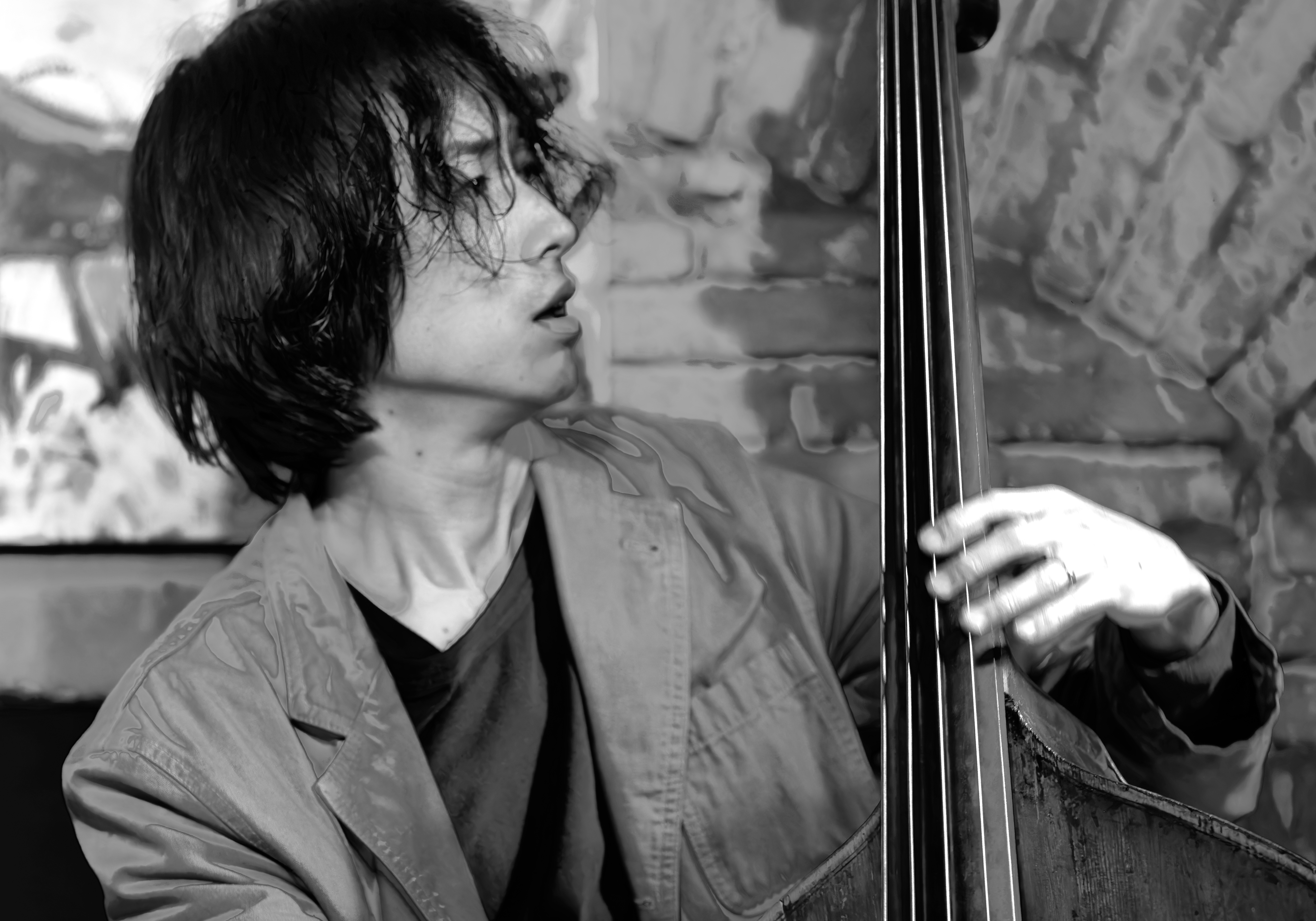
Takashi Sugawa mit dem Satoko Fujii Tokyo Trio im Jazzinstitut Darmstadt am 23. Mai 2025

Takashi Sugawa (japanisch 須川 崇志, Sugawa Takashi, * Februar 1982 in der Präfektur Gunma) ist ein japanischer Jazzmusiker (Kontrabass, Cello, Komposition).

## Leben und Wirken
Takashi Sugawa begann mit elf Jahren eine klassische Ausbildung auf dem Cello, bevor er mit 18 Jahren zum Kontrabass als Hauptinstrument wechselte. Er studierte am Berklee College of Music (Abschluss 2006); anschließend zog er nach New York City, wo er Masabumi Kikuchi kennenlernte, dessen Musik großen Einfluss auf seine weitere musikalische Entwicklung hatte. In dieser Phase wirkte er an Ori Dakaris Album Entrances (Tzadik) mit; mit dem Gitarristen Jake Hertzog trat er 2007 beim Montreux Jazz Festival auf. 2009 kehrte er nach Japan zurück, um in Tokyo zu arbeiten. Dort wurde er 2010 Mitglied im Quintett von Terumasa Hino, dem er insgesamt sechs Jahre angehörte. 
Des Weiteren spielte Sugawa mit dem Kosuke Mine Quartet, Ai Kuwabara Trio Project, Tamaya Honda Trio und dem Michiyo Yagi Trio, mit dem er 2011 auch beim Moers Festival auftrat; zudem war er am Debütalbum von Shun Ishiwaka beteiligt und ist Mitglied des Michel Reis Japan Quartet. 2018 legte er sein eigenes Debütalbum Outgrowing (Song X Jazz Inc) vor, an dem Leo Genovese (Piano) und Tom Rainey (Schlagzeug) mitgewirkt hatten. 2020 legte er das Album Looking Back from this Naked vor, gefolgt von Live at STUDIO Dedé Tokyo (2021), mit dem  Banksia Trio aus Masaki Hayashi (Piano) und Shun Ishiwaka (Schlagzeug). Mit  Sumire Kuribayashi nahm er 2024 das Album Tides of Blue auf; außerdem spielt er in Satoko Fujiis Tokyo Trio (Dream a Dream, 2025).